# Brazatortas
Brazatortas – gmina w Hiszpanii, w prowincji Ciudad Real, w Kastylii-La Mancha, o powierzchni 271,82 km². W 2011 roku gmina liczyła 1106 mieszkańców.